# (8943) Stefanozavka
(8943) Stefanozavka est un astéroïde de la ceinture principale.

## Description
(8943) Stefanozavka est un astéroïde de la ceinture principale. Il fut découvert le 30 janvier 1997 à Stroncone par Antonio Vagnozzi. Il présente une orbite caractérisée par un demi-grand axe de 2,79 UA, une excentricité de 0,19 et une inclinaison de 8,0° par rapport à l'écliptique.

## Compléments